# Méhoudin
Méhoudin ist eine französische Gemeinde mit 121 Einwohnern (Stand: 1. Januar 2022) im Département Orne in der Region Normandie. Sie gehört zum Arrondissement Alençon und zum Kanton Magny-le-Désert. Die Einwohner werden Méhoudinois genannt.

## Geographie
Méhoudin liegt an der Mayenne, etwa 35 Kilometer westnordwestlich von Alençon. Die Gemeinde gehört zum Regionalen Naturpark Normandie-Maine. Umgeben wird Méhoudin von den Nachbargemeinden La Ferté-Macé im Norden, Saint-Ouen-le-Brisoult im Osten, Madré im Süden, Saint-Julien-du-Terroux im Südwesten sowie Rives d’Andaine (frühere Gemeinde Couterne) im Westen und Nordwesten.

## Bevölkerungsentwicklung
| Jahr          | 1962 | 1968 | 1975 | 1982 | 1990 | 1999 | 2010 | 2015 | 2021 |
| ------------- | ---- | ---- | ---- | ---- | ---- | ---- | ---- | ---- | ---- |
| Einwohnerzahl | 158  | 130  | 131  | 120  | 95   | 109  | 110  | 129  | 120  |

## Sehenswürdigkeiten
- Kirche Saint-Brice aus dem 17. Jahrhundert
- Kapelle Sainte-Avoie
- Schloss Monceaux aus dem 16. Jahrhundert mit Park, seit 1993 Monument historique

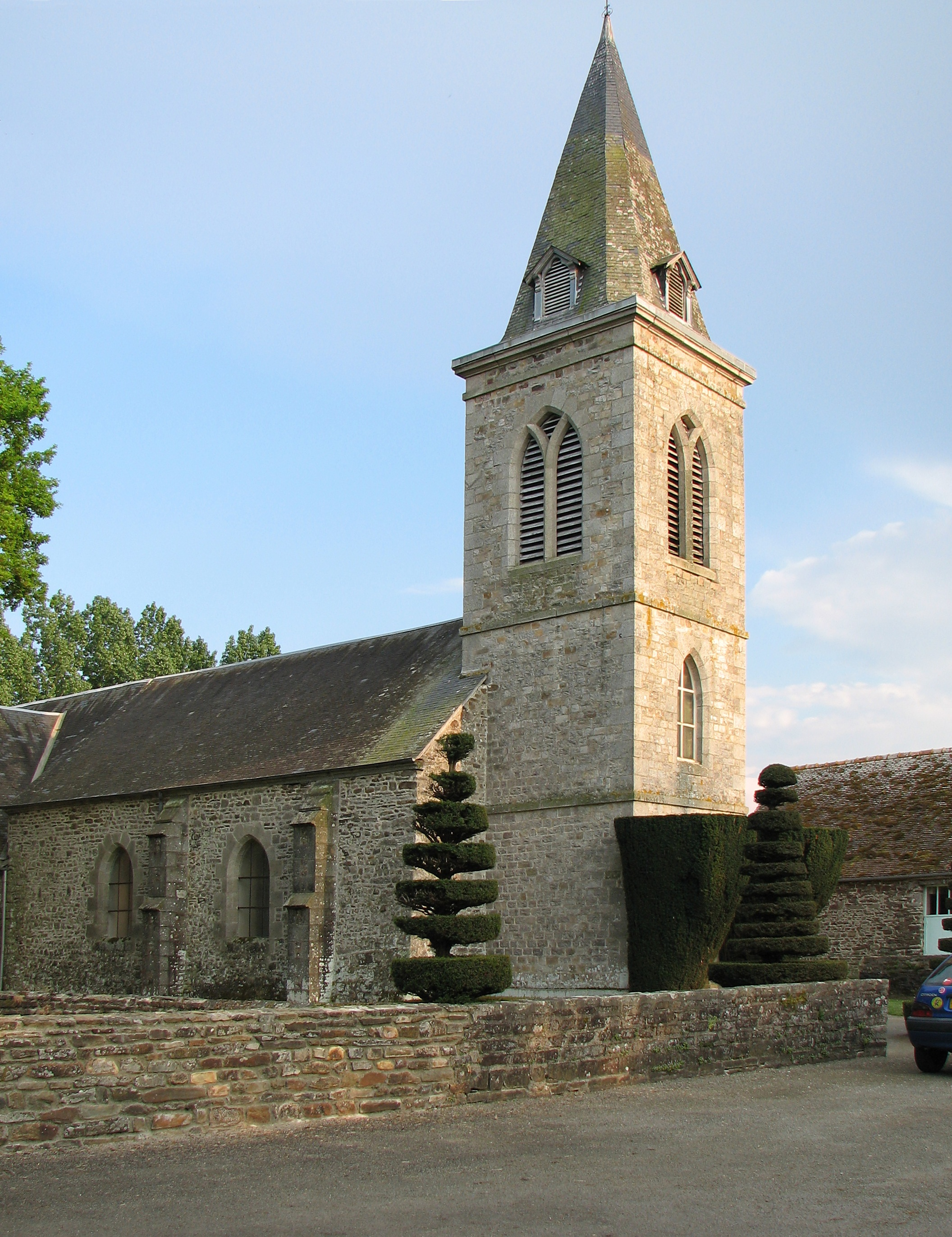
Kirche Saint-Brice